# Taisto
Taisto [ˈtɑis.to] ist ein männlicher Vorname.

## Herkunft und Bedeutung
Der Name leitet sich von der gleichlautenden finnischen Vokabel ab und bedeutet „Kampf“.

## Verbreitung
Der Name Taisto ist primär in Finnland verbreitet. Vor allem in den 1930er und 1940er Jahren erfreute er sich großer Beliebtheit. In den 1940er Jahren erreichte er in der Hitliste Rang 48.
Gelegentlich kommt der Name auch in Schweden vor.

## Varianten
Es existieren die Kurzform Isto und die Koseformen Tamppi und Tate.

## Namenstag
In Finnland wird der Namenstag von Taisto am 7. November gefeiert.

## Namensträger
- Taisto Kangasniemi (1924–1997), finnischer Ringer
- Taisto Mäki (1910–1979), finnischer Leichtathlet
- Taisto Sinisalo (1926–2002), finnischer kommunistischer Politiker
- Taisto Juhani Suutarinen (* 1943), finnischer Biathlet